# Garrebourg
Garrebourg – miejscowość i gmina we Francji, w regionie Grand Est, w departamencie Mozela.
Według danych na rok 1990 gminę zamieszkiwało 518 osób, a gęstość zaludnienia wynosiła 62 osób/km² (wśród 2335 gmin Lotaryngii Garrebourg plasuje się na 579. miejscu pod względem liczby ludności, natomiast pod względem powierzchni na miejscu 720.).